# Psilocibe
Псилоцибинске гљиве (лат. Psilocybe) род су космополитски распрострањених гљива. Овај род је најпознатији по својој психоделичности, односно психоделичног утицаја на људску психу. Такође, припадају реду Agaricales, што значи да се могу назвати и печуркама, односно имају плодоносно тело типа печурке.

## Етимологија
Корен имена рода долази из грчког језика, и то речи ψιλός и κύβη, а у буквалном преводу значи „голо-глави”, а све због изгледа шешира плодоносног тела.

## Излед врсте
Плодоносна тела печурака рода Psilocybe су, у највећем броју случајева, мала. Морфолошки гледано, она су мала или средња, браон до жуте боје, са хигрофаничним шеширом, а боја spore print-а варира од љубичасто- до тамнољубичасто-браон. Споре су глатке, елипсоидне до ромбоидне са карактеристичном, апикално постављеном, герминацијском пором (место на ком хифа клија, односно излази из споре).